# Три резни в Цзядине
Три резни в Цзядине (кит. упр. 嘉定三屠, 1645) — вошедший в историю эпизод маньчжурского завоевания Китая.

## Предыстория
Весной 1645 года армия империи Цин захватила Нанкин, и минский правитель Фу-ван бежал на юг. Глава уезда Цзядин провинции Цзянсу также предпочёл скрыться, а вскоре в уездный город прибыл глава, представляющий уже цинские власти. Для поддержания порядка в уезде были расквартированы войска под командованием Ли Чэндуна, который при империи Мин возглавлял оборону Сюйчжоу, но с приближением маньчжурских войск предпочёл перейти на сторону империи Цин.

## Ход событий
В начале июня основной отряд Ли Чэндуна выступил к деревне Усун. Тем временем в середине месяца прибыл приказ о бритье голов с оставлением кос в знак покорности маньчжурским властям. Так как китайцы испокон веков носили длинные волосы, укладывая их в сложную причёску, и считали эту причёску символом превосходства культурных людей над варварами, то этот приказ был воспринят как низведение населения до уровня «северных варваров», и в уездном центре началось восстание. Восставшие уничтожили небольшой оставленный гарнизон, в ходе боя погиб Ли Чэнлинь — младший брат Ли Чэндуна. Получив известие об этом, Ли Чэндун вернулся, и после осады с применением артиллерии взял город. Пробившиеся внутрь стен войска устроили резню, «река была переполнена телами».
Вскоре после того, как войска Ли Чэндуна ушли, часть жителей Цзядина вновь восстала и захватила город. Получив известие об этом, Ли Чэндун не стал возвращаться сам, а отправил на усмирение бунта отряд под командованием Сюй Юаньцзи. После повторного взятия города эти войска устроили резню не только в самом городе, но и в окрестных деревнях, поддержавших восстание.
В конце лета восстал отряд «войск зелёного знамени» (бывшие войска Южной Мин, перешедшие на сторону империи Цин) под командованием У Чжифаня. Объявив о поддержке Южной Мин, войска атаковали Цзядин, выбив оттуда расквартированный там цинский гарнизон, и были радостно встречены населением. Однако мятеж был подавлен, а население Цзядина в третий раз подверглось резне.

## Последствия
Историки расходятся в оценке количества жертв, разные источники оценивают число погибших в Цзядине в диапазоне от 50 до 200 тысяч человек.